# Benjamin Trinks
Benjamin Trinks (nació el 15 de octubre de 1990, en Berlin, Alemania), es un actor alemán.

## Filmografía
- 2004: Krimi.de (KI.KA)
- 2004: Lucky Punch
- 2004: Sabine
- 2004: Wo bleibst du Baby?
- 2004 - 2005: ZACK (ZDF)
- 2006 - 2008: Disneys Kurze Pause - Philip (Flip) (Disney Channel, Alemania)
- 2006: Disney-Weihnachtssong Winterwunderzeit (Disney Channel, Alemania)
- 2006: LEO-Ein fast perfekter Typ
- 2007, 2009: Unser Charly - Dennis (2 episodios)
- 2007: Schloss Einstein
- 2007: Tatort
- 2007: High School Musical 2-Premiere in London
- 2007: Die Stein (2007)
- 2007: Profesor (AT) - Dominik
- 2008: El lector - amigo de Holger
- 2010: Familia Dr. Kleist - Julian Markwart (1 episodio)  (Das Erste)
- 2010: La felicidad una sombra (Vom Glück nur ein Schatten) - Uwe Heye
- 2011: Der Alte
- 2011: Der gestohlene Sommer
- 2012: Mord in Ludwigslust / Ausgerechnet Lulu
- 2012: Unzertrennlich (Notruf Hafenkante)